# Total Power Exchange
Total Power Exchange (kurz TPE; engl. „totaler Machtaustausch“) bezeichnet ein Partnerschaftskonzept in der BDSM-Szene, das Sadomasochismus beinhalten kann, den Schwerpunkt jedoch auf D/s (Dominanz und Unterwerfung) legt. Die vollständige Unterwerfung des devoten Partners (häufig als Sub, Sklave/Sklavin oder Bottom bezeichnet) unter den dominanten Part (Herr/Herrin oder Top) wird angestrebt. (Siehe auch: BDSM-Rollen)

## Grundlagen
Das Beziehungskonzept beruht auf der ständigen, zumindest geistigen, Präsenz eines Machtgefälles, einer bewussten und einvernehmlichen Asymmetrie im Machtgefüge. TPE als Lebensform kann die Kontrolle des Top über Geld, Beruf, familiäre Beziehungen des Bottom einschließen, allerdings ist es vom Status der Beziehung und den internen Absprachen der Partner abhängig, wie weit der Bottom dem Top Verfügungsgewalt über sich und sein Leben einräumt. Aufgrund der Verwendung des Begriffs total oder absolut wird TPE nicht als Status einer Beziehungsform, sondern als Zielsetzung oder Prozess innerhalb einer Beziehung definiert. Die Ausgestaltung einer auf TPE ausgerichteten Beziehung ist sehr individuell, bisweilen tragen symbolische Akte wie Tätowierung, Sklavenvertrag etc. zur Dokumentation der Verbindlichkeit dieser Beziehungen bei. Die Einvernehmlichkeit (Konsensualität) dieser Beziehungsform wird häufig diskutiert, ebenso wie die Frage der zunehmenden psychischen Abhängigkeit des Bottom.
Da das Konzept von TPE auch die nichtsexuellen Lebensbereiche einschließt, gibt es keine Abgrenzung von Spiel und realem Leben. Damit geht TPE über das Erotic Power Exchange (engl.: „erotischer Machtaustausch“, abgekürzt EPE) hinaus, eine Beziehungsform innerhalb der BDSM-Szene, in der die Partner außerhalb der sexuellen Rollenverteilung als Top und Sub gleichberechtigt leben. 
Die Steigerung von TPE ist die Complete and Irrevocable Submission (engl.: „vollständige und unwiderrufliche Unterwerfung“, abgekürzt CIS), die in letzter Konsequenz das zugrundeliegende Konsensualitätsprinzip (vgl. Metakonsens) aufhebt und deshalb innerhalb der BDSM-Szene höchst umstritten ist.

## Alternative Begrifflichkeiten
Innerhalb der deutschen BDSM-Szene wird das aus den USA stammende 24/7 häufig synonym für TPE verwendet, obwohl damit die Dauer und nicht die Ausprägung der Machtverschiebung beschrieben wird und sich dadurch ein Definitionsunterschied ergibt (im englischen Sprachgebrauch auch als real life SM bezeichnet). International wird auch Absolute Power Exchange (engl.: „absoluter Machtaustausch“, abgekürzt APE) als Synonym für TPE verwendet.

## Ursprung
Der Begriff TPE wurde Mitte der 1990er in der Newsgroup alt.sex.bondage von Steven S. David geprägt.